# Namaquadectes
Namaquadectes is een geslacht van rechtvleugeligen uit de familie sabelsprinkhanen (Tettigoniidae). De wetenschappelijke naam van dit geslacht is voor het eerst geldig gepubliceerd in 1988 door Rentz.

## Soorten
Het geslacht Namaquadectes  is monotypisch en omvat slechts de volgende soort:
- Namaquadectes irroratus (Péringuey, 1916)